# Jacob Anderson
Pour les articles homonymes, voir Anderson.
Jacob Anderson est un chanteur, auteur-compositeur-interprète, producteur musical et acteur britannique, né le 18 juin 1990 à Bristol (Angleterre). Il se fait connaître grâce à des rôles majeurs dans les séries télévisées tels que Ver Gris dans Game of Thrones (2013-2019) et Louis de Pointe du Lac dans Entretien avec un vampire (depuis 2022).
En tant que chanteur et auteur-compositeur-interprète, il signe sous le pseudonyme de Raleigh Ritchie.

## Biographie

### Jeunesse et formations
Jacob Basil Anderson naît le 18 juin 1990 à Bristol, en Angleterre. Son père est d'origine afro-caribéenne.
À 17 ans, il part vivre à Londres pour tenter sa carrière musicale.

### Carrière
Jacob Anderson commence sa carrière, en 2011, à la télévision pour un épisode intitulé Social Disease la série médicale Doctors sur la chaîne BBC One.
En 2012, il est choisi pour incarner Ver Gris, le commandant des Immaculés, un des plus proches conseillers de Daenerys Targaryen, dans la troisième saison de la série de fantasy Game of Thrones, adaptée de la série de romans écrits par George R. R. Martin,. Il y interprète jusqu'à la huitième saison (2019).
En 2013, il tient le rôle de Dean Thomas, lycéen et le petit ami de Chloe Latimer, dans la série policière Broadchurch, créée par Chris Chibnall.

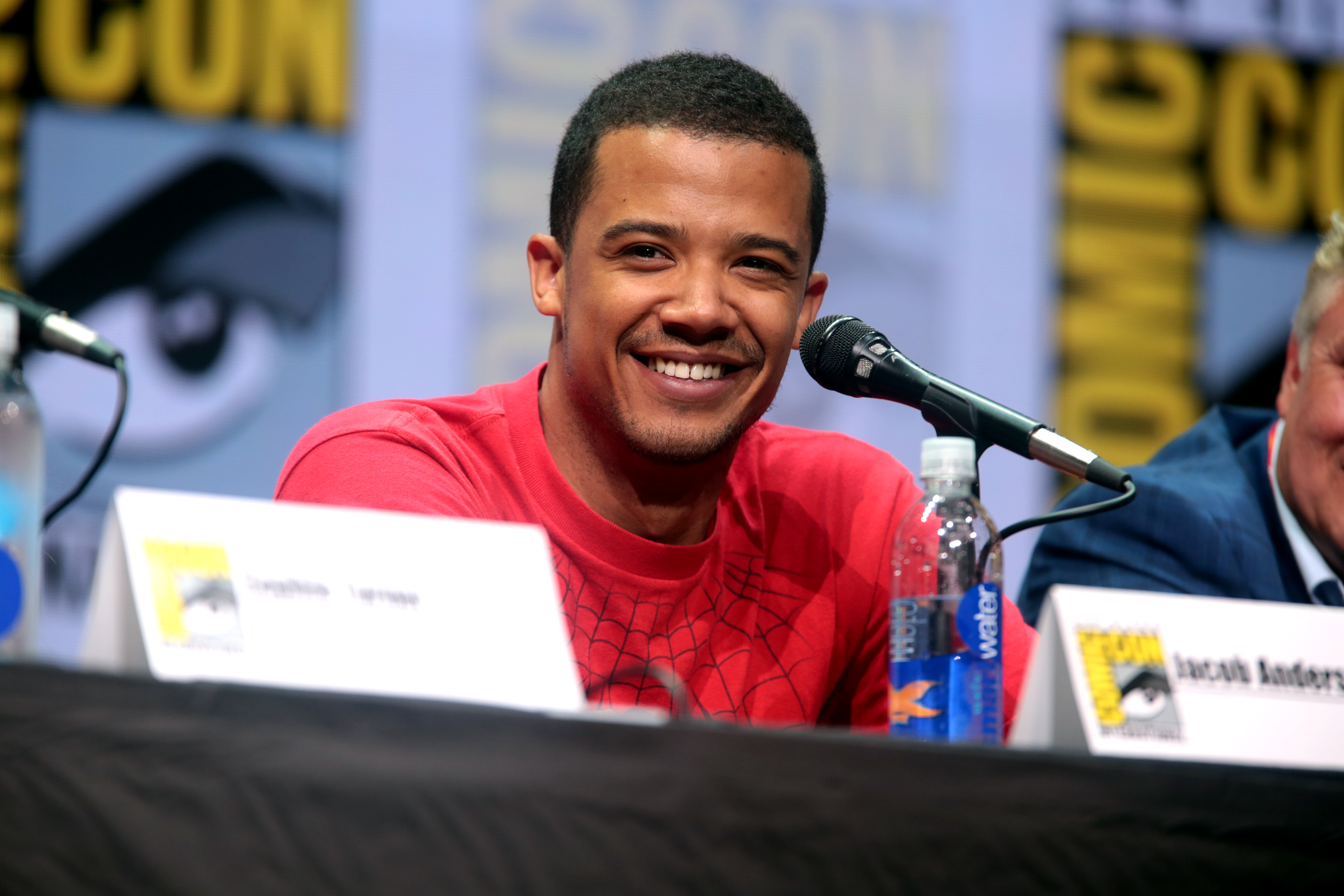
Jacob Anderson en 2017.

En 2018, il apparaît dans le film de guerre horrifique Overlord de Julius Avery.
En juillet 2021, il se joint à l'équipe de Doctor Who pour la treizième saison. En août suivant, il est choisi pour incarner Louis de Pointe du Lac dans la série fantastique Entretien avec un vampire, adaptée du roman du même titre signé Anne Rice.

### Vie privée
En décembre 2018, Jacob Anderson se marie avec l'actrice Aisling Loftus, rencontrée dans le tournage de Guerre et Paix (2016). Ensemble, ils ont une fille, née en 2020.

## Discographie

### Albums studios
- You're a Man Now, Boy (en) (février 2016)
- Andy (en) (juin 2020)

### Extended plays
- The Middle Child (2013)
- Black and Blue (2014)
- Black and Blue Point Two (remix, 2014)
- Mind the Gap (2016)

## Filmographie

### Acteur

#### Longs métrages
- 2008 : Adulthood (en) de Noel Clarke : Omen
- 2010 : Chatroom de Hideo Nakata : Si
- 2010 : 4.3.2.1 de Noel Clarke et Mark Davis : Angelo
- 2011 : Demons Never Die (en) d'Arjun Rose : Ricky
- 2018 : Overlord de Julius Avery : le soldat Charlie Dawson

#### Courts métrages
- 2003 : Pool Shark de Sam Walker : le nageur
- 2011 : The Swarm de Tom Harper : Calvin
- 2012 : Paper Mountains de Lynsey Miller : le jeune fêtard
- 2017 : The Super Recogniser de Jennifer Sheridan : Scott
- 2023 : Slow Burn de Tommy Gillard : Tug

#### Séries télévisées
- 2007 : Doctors : Ryan Garvey (saison 9, épisode 7 : Social Decease)
- 2007 : The Bill : Clayton Fortune (saison 23, épisode 61 : Code of Silence)
- 2008 : Nick Cutter et les Portes du temps (Primeval) : Lucien (saison 2, épisode 4 : Underwater Menace)
- 2008 : Casualty : Dom Parke (saison 22, épisode 29 : Diamond Dogs)
- 2008 : MI-5 : Dean Mitchell (saison 7, épisode 6)
- 2011 : Injustice : Simon (mini-série ; 3 épisodes)
- 2011 : Outnumbered : Chuggger (saison 4, épisode 2 : The Girl's Day Out)
- 2012 : Skins : Ryan (saison 6, épisode 5 : Mini)
- 2012 : Affaires non classées (Silent Witness) : Dave (2 épisodes)
- 2012 : Episodes : Kevin (8 épisodes)
- 2013 : Broadchurch : Dean Thomas (6 épisodes)
- 2013-2019 : Game of Thrones : Ver Gris (34 épisodes)
- 2021-2022 : Doctor Who : Vinder (7 épisodes)
- depuis 2022 : Entretien avec un vampire (Anna Rice's Interview with a Vampire) : Louis de Pointe du Lac
- 2025 : Sandman : Daniel Hall (adulte) (saison 2, épisode 11)

## Distinctions

### Nominations
- Screen Actors Guild Awards 2015 : meilleure distribution pour une série télévisée dramatique pour Game of Thrones[13]
- Screen Actors Guild Awards 2017 : meilleure distribution pour une série télévisée dramatique pour Game of Thrones[13]
- Screen Actors Guild Awards 2018 : meilleure distribution pour une série télévisée dramatique pour Game of Thrones[13]
- Screen Actors Guild Awards 2020 : meilleure distribution pour une série télévisée dramatique pour Game of Thrones[13]